# Países Baixos no Campeonato Mundial de Ciclismo em Pista
Esta página é uma visão geral dos Países Baixos nos Campeonatos Mundiais UCI de ciclismo em pista.

## Medalhistas

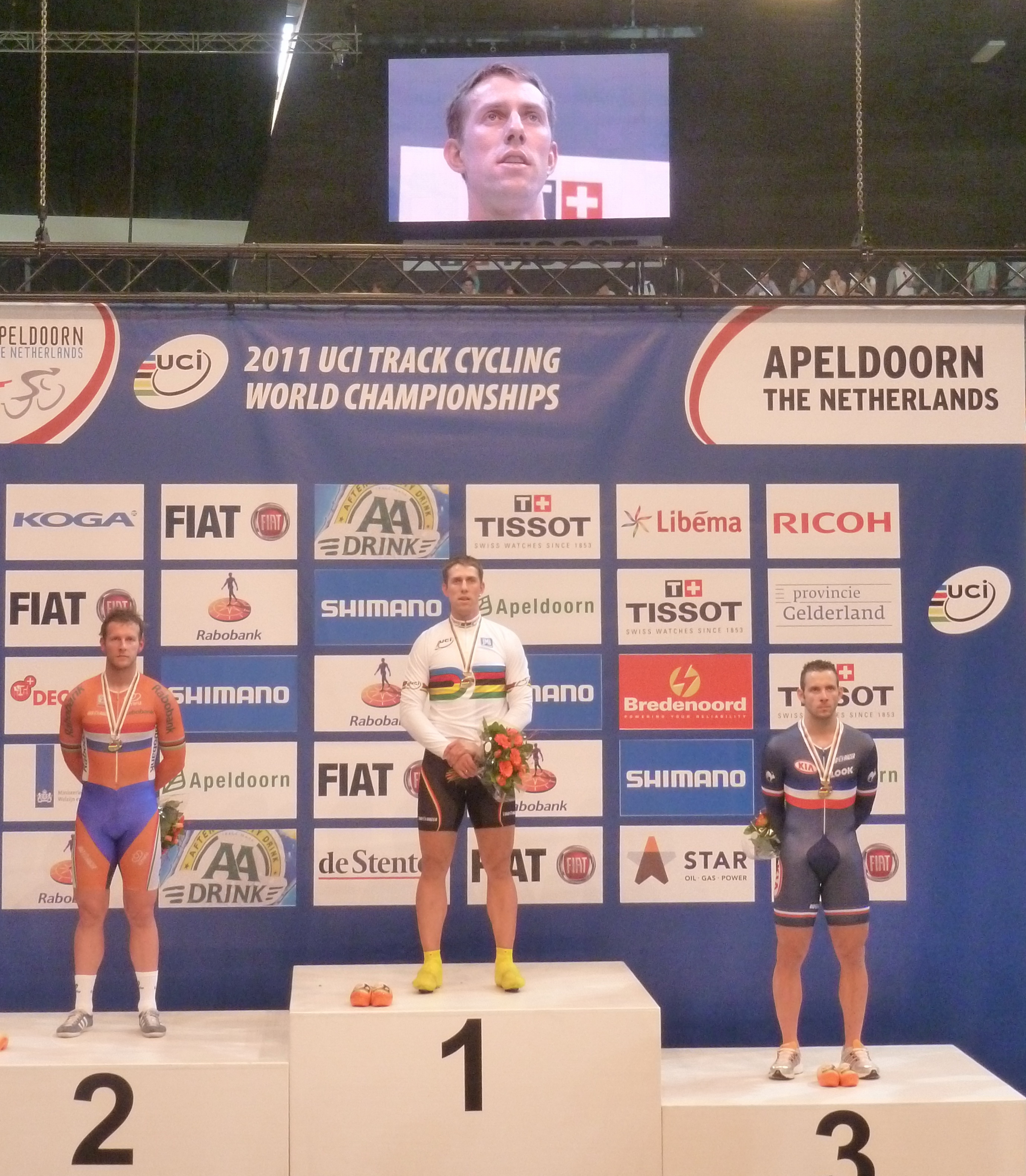
Teun Mulder conquista a medalha de prata na prova de 1 km contrarrelógio, em 2011.

Esta é uma lista de medalhas holandesas conquistadas nos Campeonatos Mundiais UCI de pista. Esta lista (ainda) não incluem as disciplinas amadoras e disciplinas extintas.
| Medalha           | Campeonato              | Nome                                               | Evento                            |
| ----------------- | ----------------------- | -------------------------------------------------- | --------------------------------- |
| Medalha de prata  | Paris 1900              | Harie Meyers                                       | Velocidade masculino              |
| Medalha de bronze | Berlim 1901             | Guus Schilling                                     | Velocidade masculino              |
| Medalha de prata  | Roma 1902               | Harie Meyers                                       | Velocidade masculino              |
| Medalha de bronze | Copenhague 1903         | Harie Meyers                                       | Velocidade masculino              |
| Medalha de ouro   | Copenhague 1921         | Piet Moeskops                                      | Velocidade masculino              |
| Medalha de ouro   | Paris 1922              | Piet Moeskops                                      | Velocidade masculino              |
| Medalha de ouro   | Zurique 1923            | Piet Moeskops                                      | Velocidade masculino              |
| Medalha de ouro   | Paris 1924              | Piet Moeskops                                      | Velocidade masculino              |
| Medalha de ouro   | Milão 1926              | Piet Moeskops                                      | Velocidade masculino              |
| Medalha de prata  | Zurique 1929            | Piet Moeskops                                      | Velocidade masculino              |
| Medalha de prata  | Bruxelas 1930           | Piet Moeskops                                      | Velocidade masculino              |
| Medalha de prata  | Copenhague 1937         | Arie van Vliet                                     | Velocidade masculino              |
| Medalha de ouro   | Amsterdã 1938           | Arie van Vliet                                     | Velocidade masculino              |
| Medalha de ouro   | Zurique 1946            | Gerard Peters                                      | Perseguição individual masculino  |
| Medalha de ouro   | Zurique 1946            | Jan Derksen                                        | Velocidade masculino              |
| Medalha de bronze | Zurique 1946            | Arie van Vliet                                     | Velocidade masculino              |
| Medalha de ouro   | Amsterdã 1948           | Gerrit Schulte                                     | Perseguição individual masculino  |
| Medalha de ouro   | Amsterdã 1948           | Arie van Vliet                                     | Velocidade masculino              |
| Medalha de prata  | Copenhague 1949         | Jan Derksen                                        | Velocidade masculino              |
| Medalha de bronze | Copenhague 1949         | Arie van Vliet                                     | Velocidade masculino              |
| Medalha de bronze | Copenhague 1949         | Wim van Est                                        | Perseguição individual masculino  |
| Medalha de prata  | Rocourt 1950            | Arie van Vliet                                     | Velocidade masculino              |
| Medalha de prata  | Rocourt 1950            | Wim van Est                                        | Perseguição individual masculino  |
| Medalha de bronze | Rocourt 1950            | Jan Derksen                                        | Velocidade masculino              |
| Medalha de bronze | Paris 1952              | Jan Derksen                                        | Velocidade masculino              |
| Medalha de ouro   | Zurique 1953            | Arie van Vliet                                     | Velocidade masculino              |
| Medalha de prata  | Colônia 1954            | Arie van Vliet                                     | Velocidade masculino              |
| Medalha de bronze | Milão 1955              | Arie van Vliet                                     | Velocidade masculino              |
| Medalha de bronze | Milão 1955              | Wim van Est                                        | Perseguição individual masculino  |
| Medalha de prata  | Rocourt 1957            | Jan Derksen                                        | Velocidade masculino              |
| Medalha de bronze | Rocourt 1957            | Arie van Vliet                                     | Velocidade masculino              |
| Medalha de bronze | Amsterdã 1959           | Jan Derksen                                        | Velocidade masculino              |
| Medalha de ouro   | Milão 1962              | Henk Nijdam                                        | Perseguição individual masculino  |
| Medalha de bronze | Milão 1962              | Peter Post                                         | Perseguição individual masculino  |
| Medalha de prata  | Rocourt 1963            | Peter Post                                         | Perseguição individual masculino  |
| Medalha de bronze | Rocourt 1963            | Henk Nijdam                                        | Perseguição individual masculino  |
| Medalha de ouro   | Amsterdã 1967           | Tiemen Groen                                       | Perseguição individual masculino  |
| Medalha de bronze | Roma 1968               | Keetie van Oosten-Hage                             | Perseguição individual feminino   |
| Medalha de bronze | Antuérpia 1969          | Peter Post                                         | Perseguição individual masculino  |
| Medalha de bronze | Antuérpia 1969          | Keetie van Oosten-Hage                             | Perseguição individual feminino   |
| Medalha de bronze | Leicester 1970          | Leijn Loevesijn                                    | Velocidade masculino              |
| Medalha de bronze | Leicester 1970          | Keetie van Oosten-Hage                             | Perseguição individual feminino   |
| Medalha de ouro   | Varese 1971             | Leijn Loevesijn                                    | Velocidade masculino              |
| Medalha de prata  | Varese 1971             | Keetie van Oosten-Hage                             | Perseguição individual feminino   |
| Medalha de prata  | Palma de Maiorca 1972   | Keetie van Oosten-Hage                             | Perseguição individual feminino   |
| Medalha de prata  | Palma de Maiorca 1972   | Wilhelmina Brinkhoff                               | Velocidade feminino               |
| Medalha de prata  | San Sebastián 1973      | René Pijnen                                        | Perseguição individual masculino  |
| Medalha de prata  | San Sebastián 1973      | Keetie van Oosten-Hage                             | Perseguição individual feminino   |
| Medalha de ouro   | Montreal 1974           | Roy Schuiten                                       | Perseguição individual masculino  |
| Medalha de bronze | Montreal 1974           | René Pijnen                                        | Perseguição individual masculino  |
| Medalha de bronze | Montreal 1974           | Keetie van Oosten-Hage                             | Perseguição individual feminino   |
| Medalha de ouro   | Rocourt 1975            | Roy Schuiten                                       | Perseguição individual masculino  |
| Medalha de ouro   | Rocourt 1975            | Keetie van Oosten-Hage                             | Perseguição individual feminino   |
| Medalha de ouro   | Monteroni di Lecce 1976 | Keetie van Oosten-Hage                             | Perseguição individual feminino   |
| Medalha de prata  | Monteroni di Lecce 1976 | Roy Schuiten                                       | Perseguição individual masculino  |
| Medalha de prata  | Monteroni di Lecce 1977 | Anne Riemersma                                     | Perseguição individual feminino   |
| Medalha de ouro   | Munique 1978            | Keetie van Oosten-Hage                             | Perseguição individual feminino   |
| Medalha de prata  | Munique 1978            | Roy Schuiten                                       | Perseguição individual masculino  |
| Medalha de prata  | Munique 1978            | Anne Riemersma                                     | Perseguição individual feminino   |
| Medalha de ouro   | Amsterdã 1979           | Bert Oosterbosch                                   | Perseguição individual masculino  |
| Medalha de ouro   | Amsterdã 1979           | Keetie van Oosten-Hage                             | Perseguição individual feminino   |
| Medalha de prata  | Amsterdã 1979           | Anne Riemersma                                     | Perseguição individual feminino   |
| Medalha de prata  | Amsterdã 1979           | Truus van der Plaat                                | Velocidade feminino               |
| Medalha de bronze | Amsterdã 1979           | Herman Ponsteen                                    | Perseguição individual masculino  |
| Medalha de prata  | Besançon 1980           | Herman Ponsteen                                    | Perseguição individual masculino  |
| Medalha de bronze | Besançon 1980           | Petra de Bruin                                     | Perseguição individual feminino   |
| Medalha de bronze | Brno 1981               | Bert Oosterbosch                                   | Perseguição individual masculino  |
| Medalha de bronze | Gante 1988              | Monique de Bruin                                   | Corrida por pontos feminino       |
| Medalha de ouro   | Maebashi 1990           | Leontien van Moorsel                               | Perseguição individual feminino   |
| Medalha de ouro   | Estugarda 1991          | Ingrid Haringa                                     | Corrida por pontos feminino       |
| Medalha de ouro   | Estugarda 1991          | Ingrid Haringa                                     | Velocidade feminino               |
| Medalha de bronze | Estugarda 1991          | Peter Pieters                                      | Corrida por pontos masculino      |
| Medalha de ouro   | Valência 1992           | Ingrid Haringa                                     | Corrida por pontos feminino       |
| Medalha de ouro   | Hamar 1993              | Ingrid Haringa                                     | Corrida por pontos feminino       |
| Medalha de prata  | Hamar 1993              | Ingrid Haringa                                     | Velocidade feminino               |
| Medalha de ouro   | Palermo 1994            | Ingrid Haringa                                     | Corrida por pontos feminino       |
| Medalha de prata  | Bordéus 1998            | Leontien Zijlaard-van Moorsel                      | Perseguição individual feminino   |
| Medalha de ouro   | Antuérpia 2001          | Leontien Zijlaard-van Moorsel                      | Perseguição individual feminino   |
| Medalha de ouro   | Ballerup 2002           | Leontien Zijlaard-van Moorsel                      | Perseguição individual feminino   |
| Medalha de ouro   | Estugarda 2003          | Leontien Zijlaard-van Moorsel                      | Perseguição individual feminino   |
| Medalha de bronze | Estugarda 2003          | Adrie Visser                                       | Scratch feminino                  |
| Medalha de bronze | Estugarda 2003          | Jos Pronk                                          | Corrida por pontos masculino      |
| Medalha de ouro   | Melbourne 2004          | Theo Bos                                           | Velocidade masculino              |
| Medalha de prata  | Melbourne 2004          | Robert Slippens                                    | Scratch masculino                 |
| Medalha de bronze | Melbourne 2004          | Danny Stam Robert Slippens                         | Madison masculino                 |
| Medalha de bronze | Melbourne 2004          | Theo Bos                                           | 1 km contrarrelógio masculino     |
| Medalha de ouro   | Los Angeles 2005        | Theo Bos                                           | 1 km contrarrelógio masculino     |
| Medalha de ouro   | Los Angeles 2005        | Teun Mulder                                        | Keirin masculino                  |
| Medalha de prata  | Los Angeles 2005        | Theo Bos Teun Mulder Tim Veldt                     | Velocidade por equipes masculino  |
| Medalha de prata  | Los Angeles 2005        | Niki Terpstra Peter Schep Jens Mouris Levi Heimans | Perseguição por equipes masculino |
| Medalha de prata  | Los Angeles 2005        | Danny Stam Robert Slippens                         | Madison masculino                 |
| Medalha de bronze | Los Angeles 2005        | Levi Heimans                                       | Perseguição individual masculino  |
| Medalha de bronze | Los Angeles 2005        | Yvonne Hijgenaar                                   | Keirin masculino                  |
| Medalha de bronze | Los Angeles 2005        | Yvonne Hijgenaar                                   | 500 m contrarrelógio feminino     |
| Medalha de ouro   | Bordéus 2006            | Peter Schep                                        | Corrida por pontos masculino      |
| Medalha de ouro   | Bordéus 2006            | Theo Bos                                           | Velocidade masculino              |
| Medalha de ouro   | Bordéus 2006            | Theo Bos                                           | Keirin masculino                  |
| Medalha de prata  | Bordéus 2006            | Jens Mouris                                        | Perseguição individual masculino  |
| Medalha de ouro   | Palma de Maiorca 2007   | Theo Bos                                           | Velocidade masculino              |
| Medalha de prata  | Palma de Maiorca 2007   | Yvonne Hijgenaar Willy Kanis                       | Velocidade por equipes feminino   |
| Medalha de prata  | Palma de Maiorca 2007   | Theo Bos                                           | Keirin masculino                  |
| Medalha de prata  | Palma de Maiorca 2007   | Wim Stroetinga                                     | Scratch masculino                 |
| Medalha de prata  | Palma de Maiorca 2007   | Danny Stam Peter Schep                             | Madison masculino                 |
| Medalha de bronze | Palma de Maiorca 2007   | Adrie Visser                                       | Scratch feminino                  |
| Medalha de ouro   | Manchester 2008         | Ellen van Dijk                                     | Scratch feminino                  |
| Medalha de ouro   | Manchester 2008         | Marianne Vos                                       | Corrida por pontos feminino       |
| Medalha de prata  | Manchester 2008         | Teun Mulder                                        | Keirin masculino                  |
| Medalha de prata  | Manchester 2008         | Wim Stroetinga                                     | Scratch masculino                 |
| Medalha de prata  | Manchester 2008         | Jenning Huizenga                                   | Perseguição individual masculino  |
| Medalha de bronze | Manchester 2008         | Peter Schep                                        | Corrida por pontos masculino      |
| Medalha de bronze | Manchester 2008         | Theo Bos Teun Mulder Tim Veldt                     | Velocidade por equipes masculino  |
| Medalha de prata  | Pruszków 2009           | Willy Kanis                                        | Velocidade feminino               |
| Medalha de bronze | Pruszków 2009           | Teun Mulder                                        | Keirin masculino                  |
| Medalha de bronze | Pruszków 2009           | Tim Veldt                                          | Omnium masculino                  |
| Medalha de bronze | Pruszków 2009           | Willy Kanis                                        | Keirin feminino                   |
| Medalha de bronze | Pruszków 2009           | Yvonne Hijgenaar                                   | Omnium feminino                   |
| Medalha de ouro   | Ballerup 2010           | Teun Mulder                                        | 1 km contrarrelógio masculino     |
| Medalha de prata  | Ballerup 2010           | Peter Schep                                        | Corrida por pontos masculino      |
| Medalha de ouro   | Apeldoorn 2011          | Marianne Vos                                       | Scratch feminino                  |
| Medalha de prata  | Apeldoorn 2011          | Teun Mulder                                        | 1 km contrarrelógio masculino     |
| Medalha de bronze | Apeldoorn 2011          | Teun Mulder                                        | Keirin masculino                  |
| Medalha de bronze | Apeldoorn 2011          | Theo Bos Peter Schep                               | Madison masculino                 |
| Medalha de bronze | Apeldoorn 2011          | Kirsten Wild                                       | Omnium feminino                   |
| Medalha de bronze | Melbourne 2012          | Wim Stroetinga                                     | Scratch masculino                 |
| Medalha de bronze | Minsk 2013              | Matthijs Büchli                                    | Keirin masculino                  |
| Medalha de prata  | Cáli 2014               | Tim Veldt                                          | Omnium masculino                  |
| Medalha de bronze | Cáli 2014               | Matthijs Büchli                                    | Keirin masculino                  |

Fontes

## Quadro de medalhas

### Medalhas por disciplina
atualizado após o Campeonato Mundial de Ciclismo em Pista de 2014
| Evento                            | Ouro | Prata | Bronze | Total | Posição |
| 1 km contrarrelógio masculino     | 2    | 1     | 1      | 4     |         |
| Perseguição individual masculino  | 7    | 8     | 9      | 24    |         |
| Perseguição por equipes masculino | 0    | 1     | 0      | 1     |         |
| Velocidade masculino              | 13   | 8     | 10     | 31    |         |
| Velocidade por equipes masculino  | 0    | 1     | 1      | 2     |         |
| Keirin masculino                  | 2    | 2     | 4      | 8     |         |
| Scratch masculino                 | 0    | 3     | 1      | 4     |         |
| Corrida por pontos masculino      | 1    | 1     | 3      | 5     |         |
| Omnium masculino                  | 0    | 1     | 1      | 2     |         |
| Madison masculino                 | 0    | 2     | 2      | 4     |         |
| 500 m contrarrelógio feminino     | 0    | 0     | 1      | 1     |         |
| Perseguição individual feminino   | 8    | 7     | 5      | 20    |         |
| Perseguição por equipes feminino  | 0    | 0     | 0      | 0     | -       |
| Velocidade feminino               | 1    | 4     | 0      | 5     |         |
| Velocidade por equipes masculino  | 0    | 1     | 0      | 1     |         |
| Keirin feminino                   | 0    | 0     | 2      | 2     |         |
| Scratch feminino                  | 2    | 0     | 2      | 4     |         |
| Corrida por pontos feminino       | 5    | 0     | 1      | 6     |         |
| Omnium feminino                   | 0    | 0     | 2      | 2     |         |
| Total                             | 41   | 40    | 45     | 126   |         |

### Medalhas por campeonatos
tabela incompleta, você pode ajudar adicionando os resultados holandeses nos campeonatos que decorreram antes de 2008
| Evento             | Ouro | Prata | Bronze | Total | Posição |
| Manchester 2008 () | 3    | 3     | 2      | 8     | 2       |
| Pruszków 2009 ()   | 0    | 1     | 4      | 5     | 13      |
| Ballerup 2010 ()   | 1    | 1     | 0      | 2     | 7       |
| Apeldoorn 2011 ()  | 1    | 1     | 3      | 5     | 6       |
| Melbourne 2012 ()  | 0    | 0     | 1      | 1     | 12      |
| Minsk 2013 ()      | 0    | 0     | 1      | 1     | 17      |
| Cáli 2014 ()       | 0    | 1     | 1      | 2     | 12      |

## Quebra de recordes no Campeonato Mundial
tabela incompleta, listado apenas recordes de perseguição por equipes feminino de 3 km

### Perseguição por equipes feminino de 3 km
Após a introdução da perseguição por equipes feminino de 3 km na temporada 2007–08 do ciclismo em pista, a equipe holandesa quebrou três vezes o recorde no Campeonato Mundial. O último já não é mais o recorde atual.
| Tempo    | Velocidade (km/h) | Ciclistas                                        | Evento                                                                          | Local da corrida | Data                | Ref   |
| -------- | ----------------- | ------------------------------------------------ | ------------------------------------------------------------------------------- | ---------------- | ------------------- | ----- |
| 3:31.596 | 51.040            | Ellen van Dijk Marlijn Binnendijk Elise van Hage | Campeonato Mundial de Ciclismo em Pista de 2008 (Fase de qualificação)          | Manchester       | 28 de março de 2008 | [ 3 ] |
| 3:29.379 | 51.581            | Ellen van Dijk Amy Pieters Vera Koedooder        | Campeonato Mundial de Ciclismo em Pista de 2009 (Corrida por medalha de bronze) | Pruszków         | 26 de março de 2009 | [ 4 ] |
| 3:25.156 | 52.642            | Ellen van Dijk Amy Pieters Vera Koedooder        | Campeonato Mundial de Ciclismo em Pista de 2010 (Fase de qualificação)          | Ballerup         | 25 de março de 2010 | [ 5 ] |